# Teoria del punt de vista
La teoria del punt de vista és una teoria d'anàlisi del discurs que propugna que l'epistemologia no és mai neutra i que segons el punt de vista de l'emissor canvia el missatge i l'anàlisi del món. Per això cal ser conscient de la situació social dels subjectes que fan ciència, per identificar-ne els biaixos, els prejudicis i els condicionants en la selecció dels problemes d'estudi i les interpretacions que en puguin efectuar. La visió del món està tan marcada per les circumstàncies socials i la ideologia que resulta fonamental explicitar el punt de vista o de partida en el discurs científic.
Els primers desenvolupaments de la teoria, encunyada per Sandra Harding, van lligats a l'epistemologia feminista, si bé el seu espectre s'ha ampliat amb la interseccionalitat i en l'actualitat té a veure amb els estudis postcolonials, racials, de gènere i diversitat.
Els crítics amb la teoria afirmen que promou l'essencialisme, ja que per exemple assumeix que totes les dones tindran un punt de vista de partida similar, diferent als dels homes, sense tenir en compte la varietat dins del col·lectiu.